# Condado de Mountrail (Dakota del Norte)
El condado de Mountrail (en inglés: Mountrail County, North Dakota), fundado en 1873, es uno de los 53 condados del estado estadounidense de Dakota del Norte. En el año 2000 tenía una población de 6631 habitantes y una densidad poblacional de 1 personas por km². La sede del condado es Stanley.

## Geografía
Según la Oficina del Censo, el condado tiene un área total de 5027 km² (1940,9 mi²), de la cual 4724 km² (1823,9 mi²) es tierra y 303 km² (117 mi²) es agua.

### Condados adyacentes
- Condado de Burke (norte)
- Condado de Ward (este)
- Condado de McLean (sureste)
- Condado de Dunn (sur)
- Condado de McKenzie (suroeste)
- Condado de Williams (oeste)

### Área Nacional protegida
- Lostwood Refugio de Vida Silvestre (parte)
- Lago Shell Refugio Nacional de Vida Silvestre

## Demografía
En el 2000 la renta per cápita promedia del condado era de $27 098, y el ingreso promedio para una familia era de $31 864. El ingreso per cápita para el condado era de $13 422. En 2000 los hombres tenían un ingreso per cápita de $24 750 versus $20 844 para las mujeres. Alrededor del 19.30% de la población estaba bajo el umbral de pobreza nacional.
| 1910 | 1920   | 1930   | 1940   | 1950 | 1960   | 1970 | 1980 | 1990 | 2000 | Est. 2009 |
| ---- | ------ | ------ | ------ | ---- | ------ | ---- | ---- | ---- | ---- | --------- |
| 8491 | 12 140 | 13 544 | 10 482 | 9418 | 10 077 | 8437 | 7679 | 7021 | 6631 | 6791      |

## Economía
La agricultura y el petróleo. El Condado de Mountrail es uno de varios condados del oeste de Dakota del Norte con una exposición significativa a la Formación Bakken en el Williston Cuenca.

## Mayores autopistas
- U.S. Highway 2
- Carretera de Dakota del Norte 8
- Carretera de Dakota del Norte 23
- Carretera de Dakota del Norte 31
- Carretera de Dakota del Norte 1804

## Lugares

### Ciudades
- New Town
- Palermo
- Parshall
- Plaza
- Ross
- Stanley
- White Earth

Nota: todas las comunidades incorporadas en Dakota del Norte se les llama "ciudades" independientemente de su tamaño

### Municipios
| - Municipio de Alger - Municipio de Austin - Municipio de Banner - Municipio de Bicker - Municipio de Big Bend - Municipio de Brookbank - Municipio de Burke - Municipio de Clearwater - Municipio de Cottonwood - Municipio de Crane Creek - Municipio de Crowfoot - Municipio de Debing - Municipio de Egan - Municipio de Fertile - Municipio de Howie - Municipio de Idaho - Municipio de James Hill | - Municipio de Kickapoo - Municipio de Knife River - Municipio de Liberty - Municipio de Lostwood - Municipio de Lowland - Municipio de Manitou - Municipio de McAlmond - Municipio de McGahan - Municipio de Model - Municipio de Mountrail - Municipio de Myrtle - Municipio de Oakland - Municipio de Osborn - Municipio de Osloe - Municipio de Palermo - Municipio de Parshall - Municipio de Plaza | - Municipio de Powers - Municipio de Powers Lake - Municipio de Purcell - Municipio de Rat Lake - Municipio de Redmond - Municipio de Ross - Municipio de Shell - Municipio de Sidonia - Municipio de Sikes - Municipio de Sorkness - Municipio de Spring Coulee - Municipio de Stave - Municipio de Van Hook - Municipio de Wayzetta - Municipio de White Earth |

### Territorios no organizados
- Southwest Mountrail
- West Mountrail